# Joe Marler
Joseph William George Marler (Eastbourne, 7 de julio de 1990) es un exjugador británico de rugby que se desempeñaba como pilar y su último equipo fue el Harlequins FC de la Premiership Rugby. Era internacional con la Rosa desde 2012 hasta 2024.

## Trayectoria deportiva
Era un titular indiscutido en su club, con el que debutó en 2009 y del que nunca se fue, hasta su retirada en 2024.

### Selección nacional
Representó a su selección juvenil desde la M–16 y hasta los 20 años.
Stuart Lancaster lo convocó a la Rosa para disputar los test matches de mitad de año 2012 y debutó ante los Springboks. En total lleva 66 partidos jugados y aún no marcó puntos.
Fue seleccionado por Eddie Jones para formar parte del XV de la rosa en la Copa Mundial de Rugby de 2019 en Japón donde lograron vencer en semifinales, en el que fue el mejor partido del torneo, a los All Blacks que defendían el título de campeón, por el marcador de 19-7. Sin embargo, no pudieron vencer en la final a Sudáfrica perdiendo por el marcador de 32-12.

#### Participaciones en Copas del Mundo
| Mundial                       | Sede       | Resultado    | PJ | Tries |
| ----------------------------- | ---------- | ------------ | -- | ----- |
| Copa Mundial de Rugby de 2015 | Inglaterra | Primera fase | 4  | 0     |
| Copa Mundial de Rugby de 2019 | Japón      | Subcampeón   | 6  | 0     |
| Copa Mundial de Rugby de 2023 | Francia    | 3er Puesto   | 6  | 0     |

## Palmarés y distinciones notables
- Campeón del Torneo de las Seis Naciones de 2016 y 2017.
- Campeón de la European Rugby Challenge Cup de 2010–11.
- Campeón de la Premiership Rugby de 2011–12.
- Campeón de la Anglo-Welsh Cup de 2012–13.
- Seleccionado por los British and Irish Lions para la gira de 2013 en Australia para la gira de 2017 en Nueva Zelanda[5]
- Seleccionado para  jugar con los Barbarians